# Racionální očekávání
Racionální očekávání je ekonomická hypotéza, která vznikla v USA na počátcích 70. let 20. století.
Hypotéza tvrdí, že ekonomické subjekty využívají racionálně všechny dostupné informace včetně těch, které poskytuje ekonomická teorie. Jejich předpovědi ohledně budoucího vývoje ekonomicky relevantních veličin tak nebudou systematicky chybné. Jednotlivé subjekty sice mohou tvořit mylná očekávání (jako důsledek překvapení způsobeného šoky), což vysvětluje existenci hospodářských cyklů, avšak nedopouští se systematického opakování chyb. Všechny ekonomické subjekty dohromady tak podle hypotézy budou vytvářet správná racionální očekávání a správně předvídat budoucí hospodářský vývoj.
Hypotéza racionálních očekávání měla umožnit zrealističtění modelů fungování tržní ekonomiky založených na teorii celkové rovnováhy tím, že připouští faktory nejistoty a nedokonalých informací. Pracují s ní mnohé moderní makroekonomické modely, teorie her či teorie racionální volby. Je také základním kamenem nové klasické makroekonomie.

## Historie
Základní hypotézu racionálních očekávání sepsal již v roce 1961 americký ekonom John Muth. Rozbory jeho prací provedli a na jeho práci odkázali o deset let později američtí ekonomové Robert Lucas a Thomas Sargent. Tyto práce se dají pokládat za počátek školy racionálního očekávání, která prostupuje různými směry ekonomického myšlení.
Hypotéza racionálních očekávání se stala jedním ze základních kamenů nové klasické makroekonomie. S určitým zpožděním se však začala objevovat i v některých nových keynesiánských teoriích.
Kritiky školy racionálního očekávání jsou například Sanford Grossman a Joseph Stiglitz.

## Hlavní zásady
- Lidé se rozhodují na základě veškerých dostupných informací
- Utvářejí očekávání, která budou potvrzena
- Nedělají systematické chyby (jen náhodné), dokáží se z nich poučit a příště je nedělat
- Očekávání je předpovědí ekonomické proměnné, která je aktuálně důležitá
- Rozhodují podle toho, čeho chtějí na trhu dosáhnout